# Jaclyn Hawkes
Jaclyn Hawkes (* 3. Dezember 1982 in Hongkong) ist eine ehemalige neuseeländische Squashspielerin.

## Karriere
Jaclyn Hawkes begann ihre professionelle Karriere im Jahr 2003 und gewann auf der WSA World Tour insgesamt drei Titel. Ihre höchste Platzierung in der Weltrangliste erreichte sie mit Rang zwölf im Dezember 2010. Ihren größten Erfolg feierte sie bei den Commonwealth Games 2010, als sie die Goldmedaille im Doppel mit Joelle King gewann. Im Jahr 2009 gewann Jaclyn Hawkes die nationale Meisterschaft. Sie war lange Jahre Stammspielerin der neuseeländischen Nationalmannschaft. Ende 2012 gab sie aufgrund ihrer Schwangerschaft ihr Karriereende bekannt.

## Privates
Jaclyn Hawkes wurde in Hongkong geboren, wo sie auch aufwuchs. Erst im Alter von 15 Jahren zog sie mit ihrer Familie nach Neuseeland. Sie ist die Tochter von Richard Hawkes, einem ehemaligen Tennisprofi, der 1968 einmalig für die neuseeländische Davis-Cup-Mannschaft spielte, und Julie Hawkes, die mehrfache Landesmeisterin im Squash in Hongkong war und dreimal Asienmeister wurde. Sie hat mehrere Geschwister. Zwei ihrer Schwester waren auf nationaler Ebene ebenfalls erfolgreiche Squashspielerinnen. Im Jahr 2004 schloss sie ihr Studium mit einem Abschluss in Rechtswissenschaften und Marketing ab. Am 7. Juni 2012 heiratete Jaclyn Hawkes den englischen Squashprofi Jonathan Kemp. Hawkes gab Ende 2012 bekannt, dass sie und Kemp ein gemeinsames Kind erwarten. Anfang Juni 2013 wurde Jaclyn Hawkes Mutter einer Tochter. Kurze Zeit später bekam das Paar eine weitere Tochter.

## Erfolge
- Gewonnene WSA-Titel: 3
- Commonwealth Games: 1 × Gold (Doppel 2010)
- Neuseeländischer Meister: 2009